# (73443) 2002 NK10
(73443) 2002 NK10 – planetoida z pasa głównego asteroid, okrążająca Słońce w ciągu 5,43 lat, w średniej odległości 3,09 j.a. Odkryta 4 lipca 2002 roku.